# Arthur Henfrey
Arthur Henfrey (Aberdeen, 1 de noviembre de 1819 - Chiswick, 7 de septiembre de 1859) fue un cirujano, botánico, y algólogo británico.

## Biografía
Era originario de Aberdeen, de padres ingleses. Estudió medicina y cirugía en el Hospital de San Bartolomé, Londres. Su mala salud le obligó a renunciar a su carrera de medicina.
En 1847 Henfrey daba conferencias sobre las plantas en la Escuela de medicina del St. Hospital George. Luego sucedió a Edward Forbes en la silla botánica del King's College de Londres en 1853; y fue examinador en historia natural de la Royal Military Academy y también en la Royal Society of Arts.

## Familia
Se casó con Elizabeth Anne, la hija mayor del Hon. Jabez Henry. y su hijo el numismático Henry William Henfrey.

## Algunas publicaciones
Libros
- Anatomical Manipulations, 1844, con Alfred Tulk.
- Outlines of Structural and Physiological Botany, 1847.
- Reports and Papers on Botany, Ray Society, 1849.
- The Rudiments of Botany, 1849; 2ª ed. 1859.
- The Vegetation of Europe, its Conditions and Causes, 1852.
- The Relations of Botanical Science to other Branches of Knowledge, 1854.
- Introductory Address, King's College, London, 1856.
- An Elementary Course of Botany, 1857; 4ª ed. 1884.
- On the Educational Claims of Botanical Science, 1857.

Traducciones
- On Vegetable Cells, de Karl Wilhelm von Nägeli; para la Ray Society, 1846.
- Chemical Field Lectures, de Julius Adolph Stöckhardt, 1847.
- The Earth, Plants, and Man, de Joakim Frederik Schouw, 1847.
- The Plant, de Matthias Jakob Schleiden , 1848.
- Principles of the Anatomy of the Vegetable Cell, de Hugo von Mohl, 1851.
- En Botanical and physiological memoirs…, 1853:
  - The phenomenon of rejuvenescence in nature, especially in the life and development of plants, de Alexander Karl Heinrich Braun .[3]

Ediciones
- Scientific Memoirs (New Series, Natural History), 1837, con Thomas Henry Huxley.
- The Botanical Gazette, 1849.
- Journal of the Photographic Society, v. i & ii. 1853.
- Micrographic Dictionary, 1854, con John William Griffith.
- Edición revisada y agrandada de George William Francis Anatomy of the British Ferns, 1855.

## Reconocimientos

### Membresías
- 1843: Real Colegio de Cirujanos.
- 1843: Sociedad Linneana de Londres, y miembro en el próximo año.[1]
- 1852: Royal Society.[4]

### Eponimia
Género
- (Acanthaceae) Henfreya Lindl.[5]

Especies
- (Fabaceae) Gastrolobium henfreyi Lem.[6]